# Gemeenschappelijke postzegelemissie

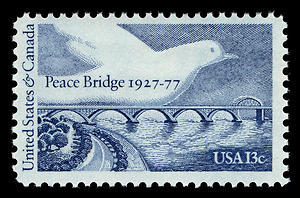
Een gemeenschappelijke postzegelemissie van de Verenigde Staten en Canada uit 1977.

Een gemeenschappelijke postzegelemissie houdt in dat twee of meer landen in onderling overleg op dezelfde uitgiftedatum "dezelfde" postzegel of hetzelfde postwaardestuk uitgeven, dat wil zeggen volgens hetzelfde ontwerp. De waardeaanduiding en de naam van het land zijn wel verschillend.

## België, Nederland en Luxemburg
Binnen de Benelux waren verschillende gemeenschappelijke uitgiften.
- In 1964, 1969 en 1974 een gemeenschappelijke Benelux-zegel (Douane-unie sinds 1944).
- In 1959 een NAVO-zegel (sinds 1949).
- In 1989 de zegel 150 jaar Limburg (België en Nederland).
- In 2000 een zegel naar aanleiding van het Europees kampioenschap voetbal mannen (België en Nederland).